# Cordilleras Costero-Catalanas
| Pirineo Prepirineo Depresión central catalana Pequeñas estribaciones en la Depresión Central | Cordillera Transversal Cordillera Prelitoral Cordillera Litoral Depresiones Litoral y Prelitoral y otras llanuras costeras |

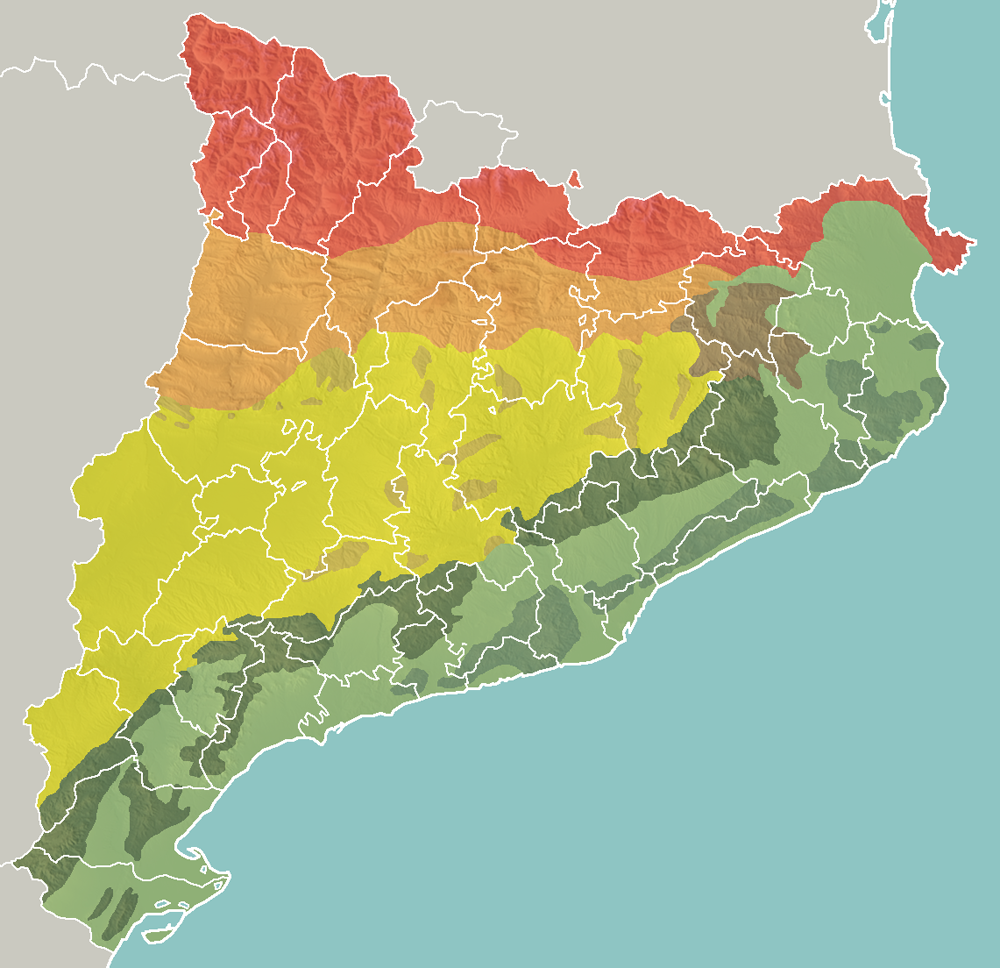
Unidades morfoestructurales de Cataluña:

Las Cordilleras Costero-Catalanas (Serralades Costaneres-Catalanes, en catalán), también conocidas como Sistema Mediterráneo Catalán (Sistema Mediterrani Català, en catalán), son un sistema dual de alineaciones montañosas paralelas a la costa, la cordillera Prelitoral Catalana y la cordillera Litoral. Estas dos cadenas están separadas por una fosa tectónica conocida como la depresión Prelitoral.

## Situación
El Sistema Mediterráneo catalán está formado por dos cordilleras paralelas que se extienden de nordeste a suroeste desde el Prepirineo a lo largo de la línea costera mediterránea. Entre las cordilleras del Prepirineo y el Sistema Mediterráneo se encuentra una zona relativamente llana conocida con el nombre de Depresión central catalana.
- La Cordillera Prelitoral es la alineación interior que se extiende desde la desembocadura del Ter hasta el Montsiá. En ella se encuentran las mayores alturas del sistema. En el Macizo del Montseny se encuentra su pico más alto, el Turó de l'Home (1712 m).

- La Cordillera Litoral es la alineación más cercana a la costa. Se extiende desde el Ampurdán hasta el Campo de Tarragona y alcanza menores alturas. El Turó Gros (773) en el Montnegre (763 m) es su punto más alto.

## Unidades
Transversalmente, el Sistema Mediterráneo se puede dividir en tres unidades:
- los relieves septentrionales, que se extienden del Ampurdán al Llobregat,
- los relieves centrales, del Llobregat al Ebro, y
- los relieves meridionales, del Bajo Ebro hasta el río Mijares en la Comunidad Valenciana